# Sommerkolleg Premuda
Das Sommerkolleg Literarisches Übersetzen Premuda findet jeden Sommer in den Monaten August und September auf der kroatischen Insel Premuda statt. Es handelt sich um zwei aufeinanderfolgende, jeweils zweiwöchige Veranstaltungen mit den Sprachrichtungen Kroatisch-Deutsch und Slowenisch-Deutsch. Studierende österreichischer und kroatischer bzw. slowenischer Hochschulen übersetzen dort im Tandemprinzip österreichische und kroatische bzw. slowenische Literatur verschiedener literarischer Gattungen. Mit der fachlichen Betreuung der Übersetzungen sind pro Sprache jeweils zwei etablierte literarische Übersetzer als Mentoren und Tutoren betraut. Eine Teilnahme als Selbstzahler ist ebenfalls möglich.
Das Sommerkolleg wurde 1995 von Erich Prunč mit der Sprachkombination Kroatisch-Deutsch gegründet. Einige Jahre lang wurde auch aus dem Spanischen und Französischen übersetzt; seit geraumer Zeit bestehen jedoch die heute abgehaltenen Kollegs für Slowenisch und Kroatisch. Derzeit obliegt die Leitung Andreas Leben (Slowenisch) und Dijana Tockner Glova (Kroatisch).

## Aktuelle und ehemalige Mitarbeiter
- Alida Bremer (* 1959), kroatisch-deutsche Schriftstellerin, Übersetzerin und Literaturwissenschaftlerin
- Urška P. Černe (* 1971), slowenische Übersetzerin, Kulturmanagerin, Translatologin, Publizistin und Literaturkritikerin
- Mascha Dabić (* 1981), bosnische Autorin, Übersetzerin und Dolmetscherin
- Kristina Jurkovič, slowenische Übersetzerin und Publizistin
- Daniela Kocmut (* 1980), österreichisch-slowenische Schriftstellerin und Übersetzerin
- Erwin Köstler (* 1964), österreichischer Übersetzer und freier Literaturwissenschaftler
- Klaus Detlef Olof (* 1939), deutscher Übersetzer
- Tanja Petrič (* 1981), slowenische Übersetzerin, Literaturkritikerin und Herausgeberin
- Metka Wakounig (* 1983), österreichische Übersetzerin und Lektorin